# Nagod
Nagod é uma cidade e uma nagar panchayat no distrito de Satna, no estado indiano de Madhya Pradesh.

## Geografia
Nagod está localizada a 24° 34′ N, 80° 36′ L. Tem uma altitude média de 330 metros (1 082 pés).

## Demografia
Segundo o censo de 2001, Nagod tinha uma população de 19 474 habitantes. Os indivíduos do sexo masculino constituem 53% da população e os do sexo feminino 47%. Nagod tem uma taxa de literacia de 68%, superior à média nacional de 59,5%: a literacia no sexo masculino é de 76% e no sexo feminino é de 60%. Em Nagod, 16% da população está abaixo dos 6 anos de idade.